# The Temper Trap
The Temper Trap – australijska grupa muzyczna pochodząca z Melbourne, grająca muzykę z gatunku rocka alternatywnego i indie rocka. Formacja powstała w 2005 roku. Zespół tworzy czterech muzyków: Dougy Mandagi (wokalista), Jonathon Aherne (gitara basowa), Lorenzo Sillito (gitara) oraz Toby Dundas (perkusja). The Temper Trap są powiązani z kilkoma wytwórniami muzycznymi: australijską Liberation Music i brytyjską Infectious Records. Obie wytwórnie wydały debiutancki album Conditions. Muzycy od 2009 roku współpracują także z amerykańską wytwórnią Glassnote Records.

## Dyskografia

### Albumy
- Conditions (2009)
- The Temper Trap (2012)

### Minialbumy
- The Temper Trap EP (18 listopada 2006)

### Single
- "Sweet Disposition" (2009)
- "Fader" (2010)
- "Science of Fear" (2010)
- "Need Your Love" (2012)
- "Trembling Hands" (2012)